# مگلوار آمبرواز
مگلوار آمبرواز (انگلیسی: Magloire Ambroise؛ ۱ ژانویهٔ ۱۷۷۴ در ژاکمل، سنت دومینیک – ۱ ژانویهٔ ۱۸۰۷ در پورتو پرنس) سیاستمدار و قهرمان استقلال هائیتی بود. او فعالیت نظامی‌اش را در ارتش استعمار آغاز کرد.

## زندگی
در طول جنگ چاقو بین توسان لوورتیور در شمال علیه رهبر ملاتوها آندره ریگو در جنوب (۱۷۹۹–۱۸۰۱)، مگلوار جان صدها خانواده را در ژاکمل نجات داد. در نتیجه مردم آن شهر در آن زمان او را قهرمان می‌دانستند. در سال ۱۸۰۲، ژان ژاک دسالین او را به عنوان فرمانده ژاکمل منصوب کرد. با این حال، نیروهای فرانسوی، مانند بسیاری از شهرهای دیگر در آن زمان، آن شهر را نیز تصرف کردند. در سال ۱۸۰۳، مگلوآمبروز ژاکمل را محاصره کرد. این محاصره در ۱۷ اکتبر ۱۸۰۳ به پایان رسید، و این زمانی بود که نیروهای فرانسوی تسلیم شدند و سربازان مگلوار به آنها اجازه دادند که سوار یک کشتی جنگی بریتانیایی شوند.
در سال ۱۸۰۴، مگلوار آمبروز یکی از ژنرال‌هایی بود که بیانیه استقلال را امضا کرد. در فوریه ۱۸۰۶، به دستور دسالین، مگلوار، فرانسیسکو د میراندا (یک رهبر آمریکای جنوبی که برای آزادسازی آمریکای لاتین از زیر سلطه اسپانیا می‌جنگید) را حمایت کرد و مهمات و افراد به او برای مبارزه با اسپانیایی‌ها داد. ماه بعد، در ۱۲ مارس ۱۸۰۶، پرچم ونزوئلا در بندر ژاکمل به وجود آمد و ظاهر شد. این روز در ونزوئلا به عنوان روز پرچم جشن گرفته می‌شود. نکته قابل توجه آنکه پرچم ونزوئلا رنگهای قرمز و آبی دارد که نماد دوستی آنها با هائیتی است.
در سال ۱۸۰۷، مگلوآر آمبرواز رئیس مجلس سنا شد و نیروهایش حتی او را کاندید ریاست‌جمهوری کشور کردند. اما او این پیشنهاد را نپذیرفت. او توسط ژنرال بونه به دستور الکساندر پیتون دستگیر شد. او در ۷ دسامبر ۱۸۰۷ در زندان درگذشت. برخی منابع می‌گویند که او خودکشی کرده‌است درحالی‌که برخی نیز می‌گویند پتیون او را در زندان کشته‌است. در واقع، پس از مرگ او، پتیون رئیس جدید مجلس سنا شد و بعداً رئیس‌جمهور کشور شد.